# Campionati italiani di ciclismo su strada 2021 - Gara in linea femminile Elite
La gara in linea femminile Elite dei Campionati italiani di ciclismo su strada 2021 si svolse il 20 giugno 2021 su un percorso di 143,2 km, con partenza da Monopoli e arrivo a Castellana Grotte in Puglia. La vittoria fu appannaggio di Elisa Longo Borghini, la quale completò il percorso in 3h57'26", alla media di 36,14 km/h, precedendo Tatiana Guderzo e Ilaria Sanguineti.

## Ordine d'arrivo (Top 10)
| Pos. | Corridore            | Squadra            | Tempo    |
| ---- | -------------------- | ------------------ | -------- |
| 1    | Elisa Longo Borghini | Fiamme Oro         | 3h57'26" |
| 2    | Tatiana Guderzo      | Fiamme Azzurre     | a 10"    |
| 3    | Ilaria Sanguineti    | Valcar             | s.t.     |
| 4    | Marta Cavalli        | Fiamme Oro         | s.t.     |
| 5    | Camilla Alessio      | BePink             | a 14"    |
| 6    | Sofia Bertizzolo     | Fiamme Oro         | a 15"    |
| 7    | Debora Silvestri     | Top Girls Fassa B. | a 20"    |
| 8    | Erica Magnaldi       | Ceratizit          | a 20"    |
| 9    | Gaia Realini         | Isolmant-Premac    | s.t.     |
| 10   | Soraya Paladin       | Liv Racing         | a 22"    |